# Birka
Birka listenⓘ (Birca trong các nguồn thời Trung Cổ) nằm trên đảo Björkö (nghĩa đen: "Đảo Bạch dương") ở Thụy Điển là một trung tâm thương mại quan trọng của Thời đại Viking chuyên xử lý hàng hóa từ Scandinavi và Phần Lan cũng như Trung, Đông Âu và phương Đông. Bjorkö nằm trong hồ Mälaren, cách Stockholm hiện đại ngày nay 30 kilômét về phía tây, trong đô thị Ekerö. Birka được thành lập vào khoảng năm 750 sau Công nguyên và nó đã phát triển mạnh mẽ trong hơn 200 năm cho đến khi bị bỏ rơi vào năm 975 sau Công nguyên, cùng khoảng thời gian mà Sigtuna được thành lập như một thị trấn Kitô giáo nằm cách đó khoảng 35 kilômét về phía đông bắc. Người ta ước tính rằng, dân số trong thời đại Viking của Birka là từ 500 đến 1000 người.
Các địa điểm khảo cổ của Birka và Hovgården trên đảo Adelsö lân cận tạo thành một quần thể khảo cổ minh họa các mạng lưới giao dịch phức tạp của người Viking trên bán đảo Scandinavi và ảnh hưởng của chúng đối với tiến trình lịch sử tiếp theo của châu Âu. Thường được coi là thị trấn lâu đời nhất của Thụy Điển, Birka (cùng với Hovgården) được UNESCO công nhận là Di sản thế giới từ năm 1993. Một chiếc nhẫn bạc từ một ngôi mộ thời Viking ở Birka là chiếc nhẫn đầu tiên có dòng chữ Ả Rập từ thời kỳ đó được tìm thấy ở Scandinavi.